# 奧干拿徑

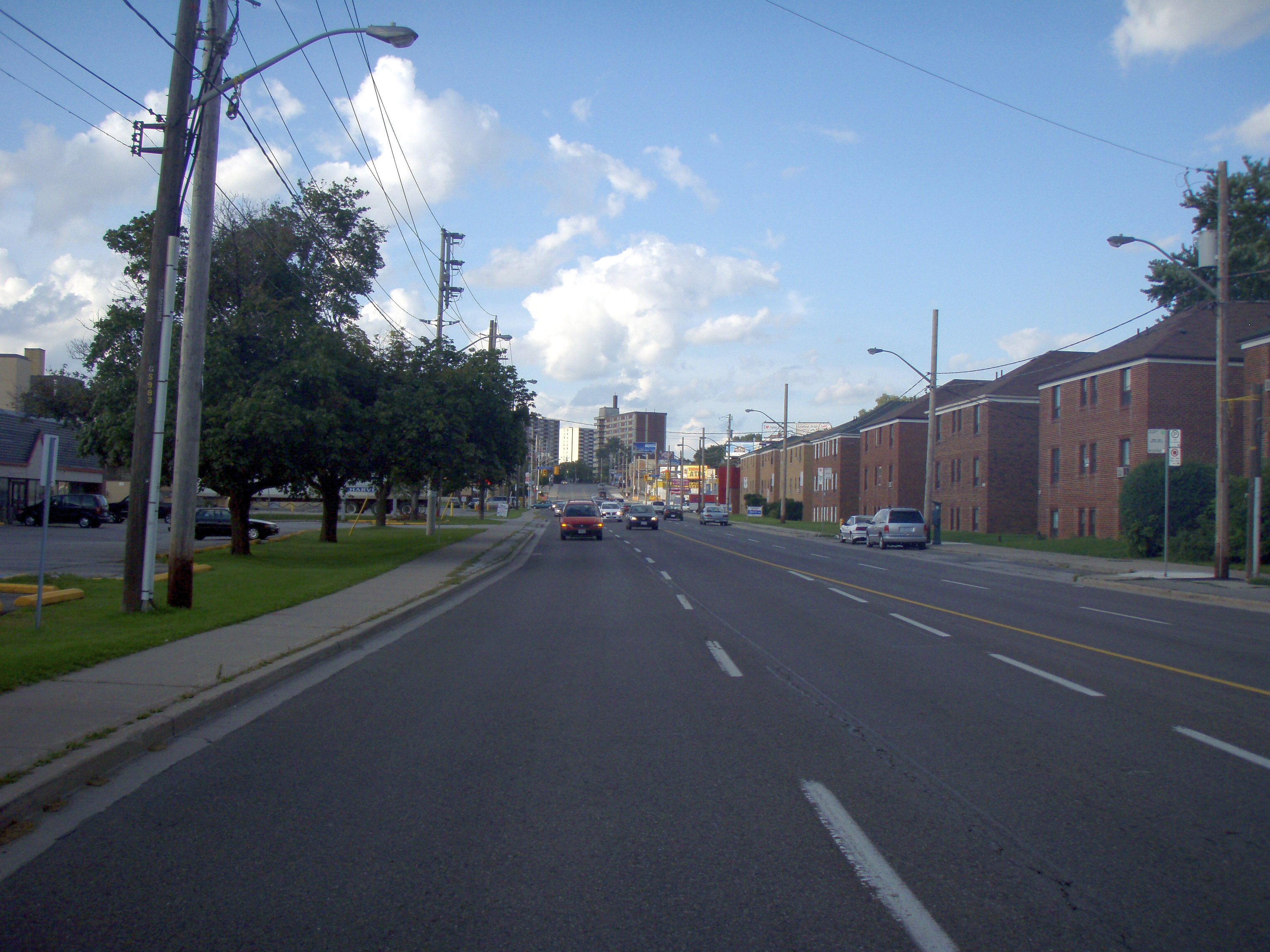
聖卡拉路（St. Clair Avenue）以北的奧干拿徑路段

奧干拿徑（英語：O'Connor Drive）是加拿大安大略省多倫多的一條道路，得名於加拿大上議員法蘭·柏德烈·奧干拿（Frank Patrick O'Connor），他在士嘉堡鎮擁有馬利谷（Maryvale）農場。1913年，奧干拿上議員在央街開設了Laura Secord糖果店，以1812年戰爭中的女英雄Laura Secord命名，此後成為全國連鎖店。奧干拿徑由百樂匯街（Broadview Avenue）的北端開始，向東延展至活拜路（Woodbine Avenue），然後轉向東北並繼續延展至艾靈頓路（Eglinton Avenue）。前幾公里最初是當妙斯道（Don Mills Road）的一部分，直到1922年。由己連活坊（Glenwood Crescent）至活拜路（Woodbine Avenue）的路段穿過泰勒-梅西溪（Taylor-Massey Creek）。這座246米（807英尺）的橋樑於1931年由麥加力歌建築公司（R. H. McGregor Construction Company）與Margison and Babcock Engineers完成。